# Linköping City Airport
Linköping City Airport (voorheen Linköping SAAB) is een luchthaven net buiten Linköping, Zweden. Mede-eigenaar is Saab.

## Ligging
De luchthaven ligt in het westen van Zweden, in de stad Linköping. Het ligt circa 250 kilometer van de hoofdstad Stockholm. De landingsbaan ligt in noordwestelijke richting en heeft een lengte van 2130 meter, met een hoogte van 52 meter. Het vliegveld heeft geen taxibanen, alleen een platform. 

## Voorzieningen&Vervoer
Er zijn geen Vliegtuigslurven, maar er wordt gebruik gemaakt door trappen die tegen het vliegtuig aan wordt gezet, waarna de passagiers te bus naar de terminal worden gebracht.
De terminal heeft een restaurant en automaten met eten en drinken, maar ook souvenirshops. Ook bevinden er zich verschillende hotels nabij de luchthaven.
Er zijn treinen en bussen beschikbaar naar het vervoerscentrum van Linköping, nabij de luchthaven en eenvoudig per taxi te bereiken. Autoverhuurbedrijven in Linköping zijn onder andere Avis, Hertz, Sixt en Europcar, en de auto's kunnen in overleg worden opgehaald en achtergelaten op de luchthaven.
Nabij de terminal bevinden zich parkeerplaatsen voor korte en lange termijn parkeren. 

## Bestemmingen en luchtvaartmaatschappijen
| Luchtvaartmaatschappijen | Bestemmingen            |
| ------------------------ | ----------------------- |
| Czech Airlines           | Seizoensgebonden: Praag |
| KLM Cityhopper           | Amsterdam               |